# Гуантанамо Бей (лагер)
Затворът Гуантанамо е лагер за извънсъдебно задържане със сграда за разпити на САЩ, разположен в залива Гуантанамо в Югоизточна Куба.
Сградата е пригодена през 2002 г. от Администрацията на Буш за задържане на политически затворници от войната в Афганистан, а по-късно – и от войната в Ирак. Сградата често се среща и под името G-Bay или Gitmo заради военната абревиатура GTMO.
Участъците за задържане се поделят на 3 лагера: Лагер „Делта“ (който включва Лагер „Еко“), Лагер „Игуана“ и Лагер „Екс-Рей“, последните 2 от които са затворени.
Районът с координати 19°54'N 75°9'W? / ?19.9, -75.15 и с площ от 117,6 km² е използван от Военноморските сили на САЩ. 7000 военни контролират земята от 2-те страни на южната част на Гуантанамския залив и не позволяват достъп на града до морето. Територията е ползвана под наем най-напред с договор (подписан след Испанско-американската война през 1898 г.) от 23 февруари 1903 г. (при президентството на Теодор Рузвелт) срещу наем от 4085 долара годишно, изплащани всяка година с чек.
Фидел Кастро е приел само веднъж такъв чек (през 1959 г. – първата година от управлението му). Настоящото кубинско правителство смята присъствието на американците в Гуантанамо за нелегална окупация на този регион и се опитва да докаже, че Кубинско-американският договор, подписан през 1903 г., нарушава член 52 от Виенската конвенция за правото на договорите от 1969 г.
През 2001 г. в базата е изграден и силно охраняван военен затвор, наречен „Лагер за затворници в Гуантанамовия залив“ или затворът „Гуантанамо, на стойност 54 млн. щ. дол. В него са задържани около 300 заподозрени в тероризъм, военни престъпления и участие в атентатите на 11 септември 2001 г. от 40 държави, но предимно от Саудитска Арабия, Афганистан и Йемен. Преди 11 юли 2006 г. САЩ заявяват, че тези затворници не са под защитата на Женевската конвенция за военнопленници от Втората световна война.
Затворът е смятан за позорно петно в историята на САЩ, тъй като на задържаните е отказана правна помощ и habeas corpus, a разпитите се осъществяват чрез спорни техники (физическо насилие, забрана за заспиване, излагане на силен шум, задържане под вода) в продължение на месеци и дори години. По данни на американския вестник „Ню Йорк таймс“ от ноември 2007 г. официално обвинение е повдигнато само срещу 10 задържани в затвора. Осъден е един австралийски гражданин. Освободени са 445 арестувани. 